# Wernigerode
Wernigerode est une ville de Saxe-Anhalt en Allemagne. C'était la capitale de l'arrondissement qui porta son nom jusqu'en juin 2007 ; maintenant elle fait partie de l'arrondissement du Harz dont la capitale est Halberstadt. Située au pied des montagnes du Harz, la ville est une station intégrée reconnue d’État.

## Géographie

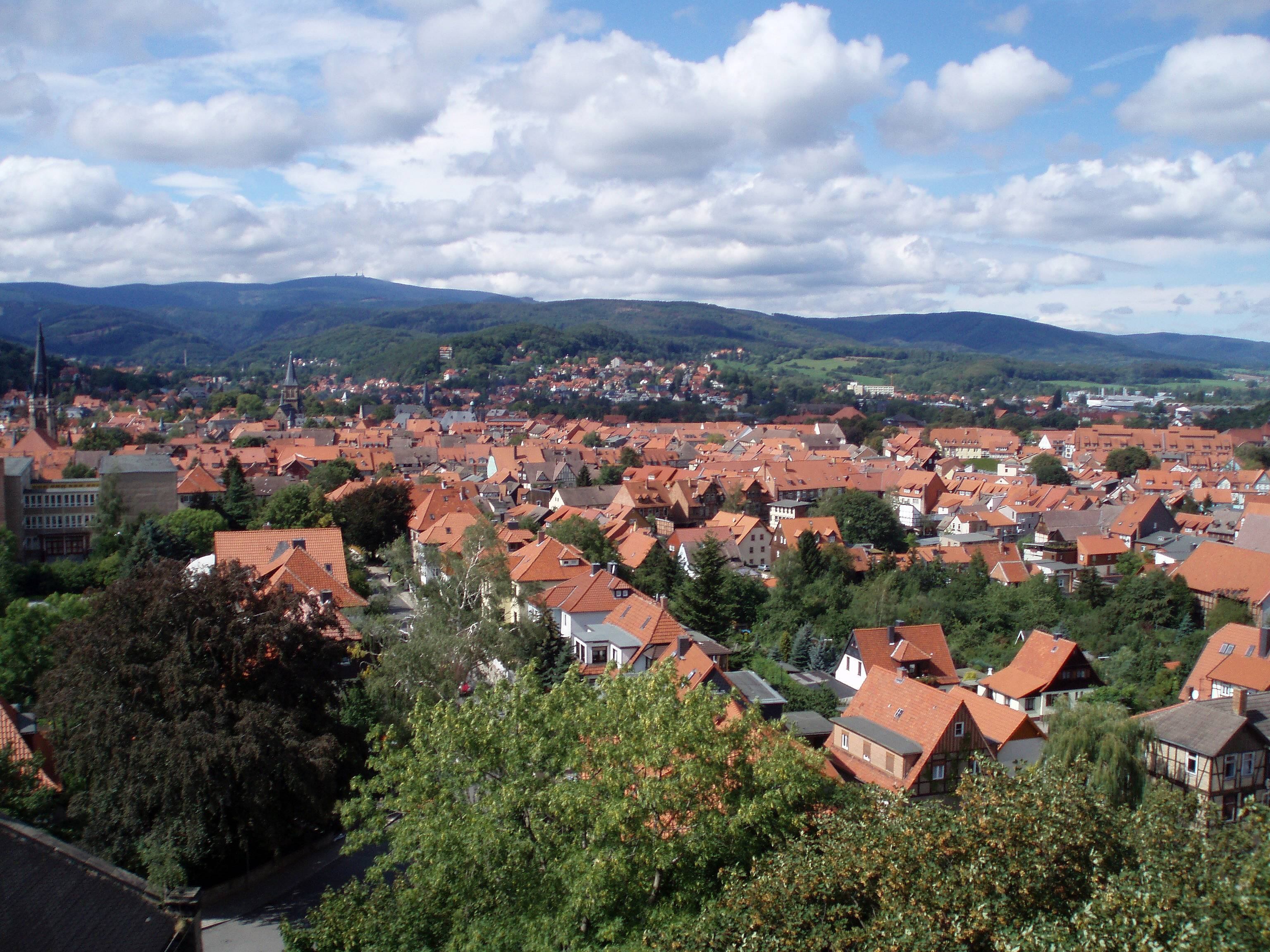
Vue sur la vieille ville vers le Brocken.

Wernigerode se situe au sud-ouest d'Halberstadt, sur la pente nord du Harz. Un chemin de fer, les Harzer Schmalspurbahnen (HSB), mène de Wernigerode au Brocken, le point culminant du massif, et traverse celui-ci pour arriver à Nordhausen en Thuringe. Le centre historique s'étend au bord de la rivière Holtemme, un affluent gauche de la Bode.

### Subdivisions
| - Benzingerode - Minsleben - Reddeber | - Schierke - Silstedt - Wernigerode (avec Hasserode et Nöschenrode). |

## Histoire
| Appartenances historiques Comté de Wernigerode 1121-1429 Comté de Stolberg 1429-1548 Comté de Stolberg-Stolberg 1548-1645 Comté de Stolberg-Wernigerode 1645-1807 Royaume de Westphalie 1807-1813 Royaume de Prusse (Province de Saxe) 1815–1871 Empire allemand 1871–1918 République de Weimar 1918–1933 Reich allemand 1933–1945 Allemagne occupée 1945–1949 République démocratique allemande 1949–1990 Allemagne 1990–présent |

Ce lieu est fondé dans la région d'Ostphalie au sein du duché de Saxe ; il fut mentionné la première fois en l'an 1121, dans un document fait par l'évêque d'Halberstadt. Le château a été la résidence d'un noble saxon, qui s'appelait désormais comes de Wernigerode. L'établissement a reçu les droits municipaux en 1229, sur le modèle de Goslar. L'ancienne église paroissiale, consacrée à Jean le Baptiste, avait été érigée en à la fin du XIIIe siècle en style roman.
Après l'extinction des comtes de Wernigerode en 1429, le fief passa à la maison de Stolberg. Comme la majorité de la population de l'Allemagne, les habitants de la ville ont souffert pendant la guerre des Paysans en 1525, la chasse aux sorcières et la guerre de Trente Ans de 1618 à 1648. En 1714, le comte Christian Ernest de Stolberg-Wernigerode a dû reconnaître la suzeraineté de Brandebourg-Prusse. À partir de 1815, la ville fait partie de la province de Saxe.

## Architecture

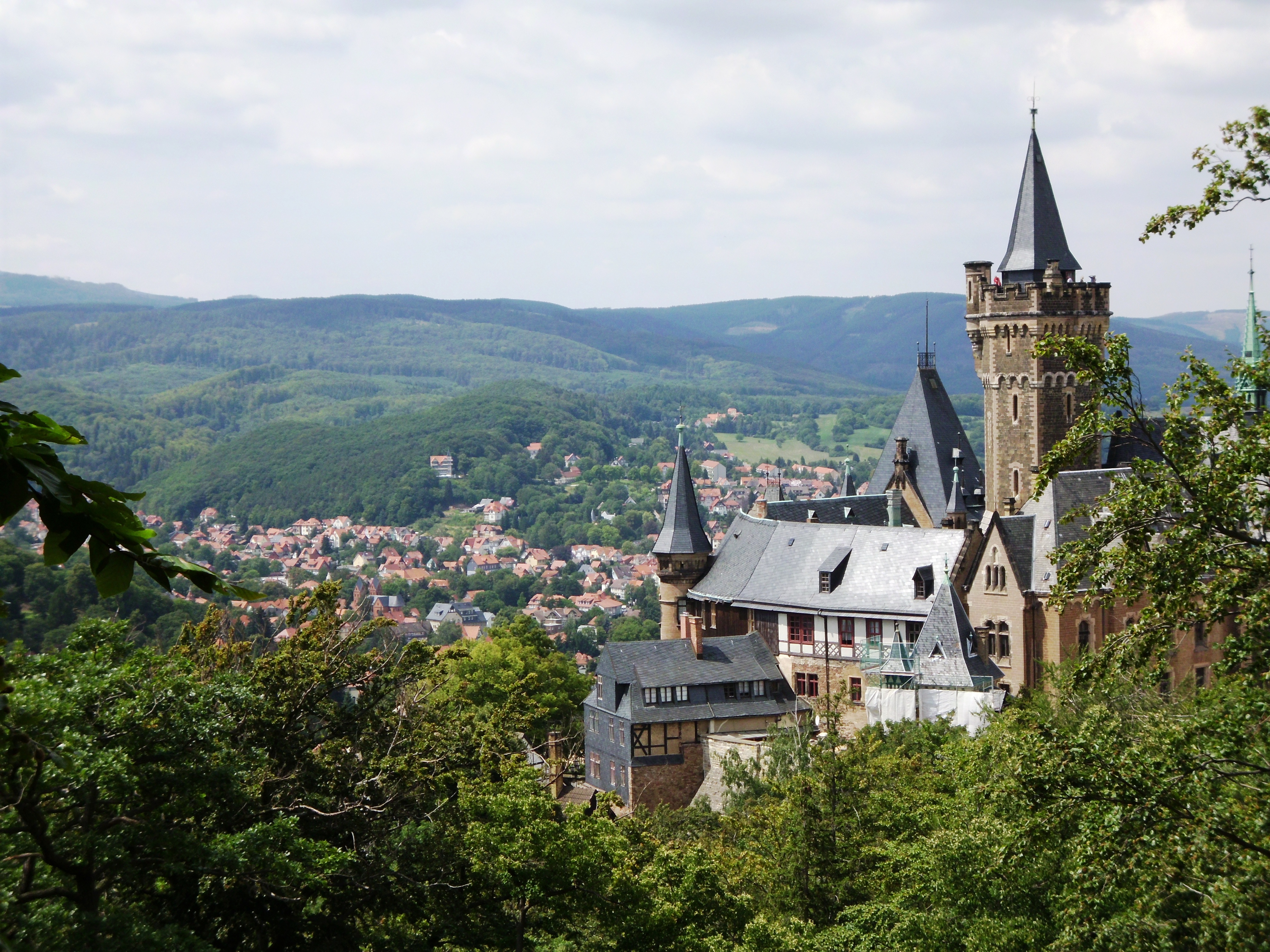
Le château.

Le cœur historique de la ville est composé en grande partie des maisons à colombages historiques, caractérisés par de nombreux et riches motifs ornementaux. L'hôtel de ville a été construit dans un style gothique.
La ville est aussi connue pour le château de Wernigerode, construit au XIXe siècle en style néogothique avec des fondations médiévales.

## Sport
La ville dispose de tremplins de saut à ski.
Des épreuves du Grand prix d'été de combiné nordique y ont été organisées en 1998 et 1999.

## Personnalités
- Henricus Baryphonus (1581-1655), théoricien de la musique et compositeur allemand.
- Christoph Cuntzius (1676–1722), facteur d'orgue
- Johann Christoph Wolf (1683–1739), savant et hébraïste
- Johann Christian Wolf (1690–1770), philologue
- Henri-Ernest de Stolberg-Wernigerode (1716–1778), chanoine, doyen et auteur de plusieurs hymnes
- Martin Heinrich Klaproth (1743–1817), chimiste, apothicaire et minéralogiste
- Louise de Stolberg-Wernigerode (1771–1856), abbesse de l'abbaye de Drübeck
- Paul Renner (1878–1956), graveur et graphiste
- Wilhelm Bittrich (1894–1979), SS-Obergruppenführer
- Hans Boeckh-Behrens (1898−1955), Generalleutnant
- Irms Pauli (1926–1988), costumière
- Otmar Alt (né 1940), peintre, dessinateur, designer et sculpteur
- Monika Wulf-Mathies (née 1942), femme politique et syndicaliste
- Ulrich Weiß (1942-), réalisateur et scénariste
- Monika Hauff (née 1944), chanteuse
- Sabine Glaser (née 1946), actrice
- Torald Rein (né 1968), fondeur
- Guido Fulst (né 1970), cycliste
- Nils Petersen (né 1988), footballeur.

## Jumelages
- Carpi (Italie) depuis 1964
- Neustadt an der Weinstraße (Allemagne) depuis 1989
- Cisnădie (Roumanie) depuis 2002
- Hội An (Viêt Nam) depuis 2013.